# Cantharellus lilacinopruinatus
Cantharellus lilacinopruinatus é uma espécie de fungo pertencente à família Cantharellaceae.